# Кинг, Уильям (геолог)
Уильям Кинг (англ. William King; 22 апреля 1809, Сандерленд, Дарем — 24 июня 1886, Голуэй, Коннахт) — британский (англо-ирландский) учёный-геолог (фактически, также палеонтолог, палеоантрополог и зоолог), наиболее известный тем, что первым (в 1863/64 годах), предположил, что кости, найденные в немецкой долине Неандерталь в 1856 году, принадлежали не представителю вида Homo sapiens, но представителю другого вида рода Homo, название для которого — Homo neanderthalensis («человек неандертальский») он же и предложил.

## Биография
Родился в 1809 году в простой семье. Его отец, также Уильям Кинг, начинал свою карьеру рабочим-угольщиком, тогда как мать, Элеонора, урождённая Армстронг, была владелицей кондитерской. Кинг вырос в Дареме, а затем с ранних лет зарабатывал себе на жизнь в Сандерленде: сперва в качестве приказчика в скобяной лавке, затем в качества продавца в книжном магазине, и, наконец, библиотекарем.
В 1840-е годы Кинг шесть лет работал в музее Ньюкасла, но уволился оттуда около 1847 года. С 1849 года он стал сотрудником Королевского колледжа в Голуэе, который, возможно, непосредственно перед этим окончил. Там он читал курс лекций по геологии на нескольких факультетах, а также основал музей колледжа, и занимался научной деятельностью, опубликовав около 70 статей. Кинг изучал различные геологические структуры, а также палеонтологические включения (такие, как раковины брахиопод) в геологических образцах.
Его самая известная работа «The reputed fossil man of the Neanderthal» («Предполагаемый ископаемый человек из Неандерталя») была впервые зачитана на заседании Британской научной ассоциации в 1863, и опубликована в следующем, 1864 году. В этой работе, Кинг, ссылаясь на особенности обнаруженных скелетных останков, впервые аргументированно предложил считать неандертальца представителем другого вида.
Кинг был ранним сторонником Чарльза Дарвина. Однако, он не был чужд евгеники, и, в частности, утверждал, что андаманцы и австралийские аборигены по своим когнитивным функциям находились между неандертальцами и прочими людьми. В то время учёных занимал вопрос о предполагавшейся неспособности австралийских аборигенов к «теологическим концепциям», в обсуждении которого участвовал Кинг.
Скончался в 1886 году.

## Семья
Кинг был женат на Джейн Николсон. Один из его сыновей, Уильям Кинг-младший (?—1900), стал директором Геологической службы Британской Индии.